# Valérie Lemercier

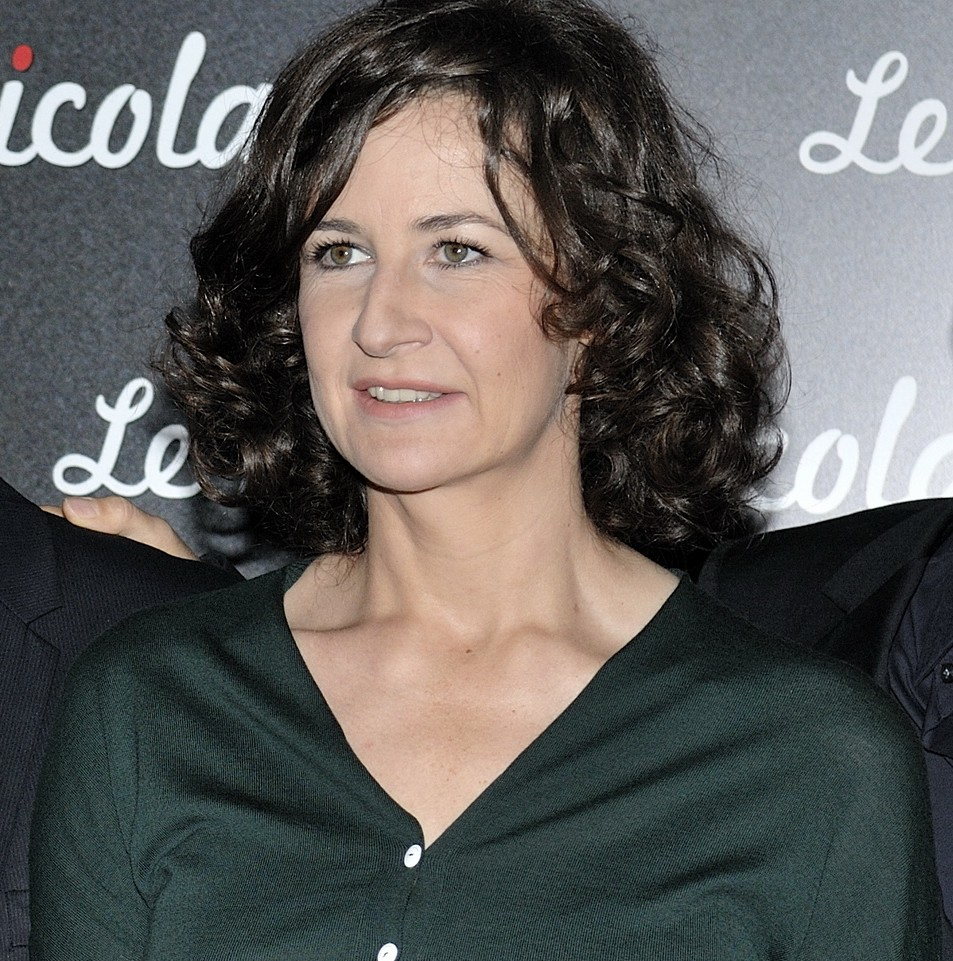
Valérie Lemercier (2009)

Valérie Lemercier (va.le.ʁi lə.mɛʁ.sje; * 9. März 1964 in Dieppe, Haute-Normandie, Frankreich) ist eine französische Schauspielerin, Filmregisseurin, Drehbuchautorin und Sängerin.

## Leben
Valérie Lemercier studierte am Conservatoire à rayonnement régional de Rouen in Rouen Schauspiel. Anschließend spielte sie Theater und debütierte 1988 an der Seite von Pierre Arditi und Jean Carmet in dem von Jean-Michel Ribes inszenierten Fernsehfilm Palace. In ihrer Schauspielkarriere war sie bisher viermal für den französischen Filmpreis César nominiert. In den Jahren 1994 und 2007 wurde sie mit dem César als Beste Nebendarstellerin für ihre Rollen in Die Besucher und Ein perfekter Platz ausgezeichnet.
1993 und 1994 war sie an den Auftritten von Les Enfoirés beteiligt.
Seit 1997 ist Lemercier auch als Drehbuchautorin und Regisseurin tätig und verantwortete ein halbes Dutzend Produktionen. 2020 erschien ihr Film Aline – The Voice of Love, der an das Leben von Céline Dion angelehnt ist und in dem sie auch die Hauptrolle übernahm.

## Diskografie
- 1996: Valérie Lemercier chante
- 1996: Comme beaucoup de messieurs (Duett mit The Divine Comedy)
- 2006: J’ai un mari (Duett mit Pascale Borel)
- 2007: Pourquoi tu t’en vas? (Duett mit Christophe Willem)
- 2007: Peter and the Wolf (Erzählerin)
- 2007: Le coup de soleil (Duett mit Vincent Delerm)

## Filmografie (Auswahl)
- 1988: Palace
- 1990: Eine Komödie im Mai (Milou en mai)
- 1991: Operation Corned Beef (L’Opération Corned-Beef)
- 1992: Ein Affenzirkus (Le bal des casse-pieds)
- 1993: Die Besucher (Les visiteurs)
- 1994: Casque bleu
- 1995: Sabrina
- 1997: Quadrille
- 2002: Vendredi soir
- 2004: Die wunderbare Welt des Gustave Klopp (Narco)
- 2006: Ein perfekter Platz (Fauteuils d’orchestre)
- 2008: Agathe Cléry
- 2009: Der kleine Nick (Le petit Nicolas)
- 2011: Plötzlich Star (Monte Carlo)
- 2011: Beur sur la ville
- 2011: Das verflixte 3. Jahr (L’amour dure trois ans)
- 2012: Asterix & Obelix – Im Auftrag Ihrer Majestät (Astérix et Obélix: Au service de sa majesté)
- 2012: Adieu Berthe (Adieu Berthe – L’enterrement de mémé)
- 2013: 100 % cachemire
- 2014: Der kleine Nick macht Ferien (Les vacances du petit Nicolas)
- 2019: Dis-moi Céline
- 2020: Forte
- 2020: Aline – The Voice of Love (Aline)
- 2022: Irréductible
- 2023: Coup de chance

## Bücher
- Valérie Lemercier, Spectacles, Éditions Grasset & Fasquelle, Paris, 2015, ISBN 978-2-24685-975-8

## Auszeichnung (Auswahl)
- César 1992: Nominierung als Beste Nebendarstellerin für Operation Corned Beef
- César 1994: Beste Nebendarstellerin für Die Besucher
- César 2006: Nominierung als Beste Hauptdarstellerin für Palais Royal!
- César 2007: Beste Nebendarstellerin für Ein perfekter Platz
- César 2022: Beste Hauptdarstellerin für Aline – The Voice of Love